# Bardejov
Bardejov (på tyska Bartfeld, på ungerska Bártfa, på polska Bardiów) är en stad och (sedan år 2000) världsarv i nordöstra Slovakien. Staden som har en yta av 72,45 km² har en befolkning, som uppgår till 33 374 invånare (2005).